# Regio-S-Bahn Bremen/Niedersachsen
De Regio-S-Bahn Bremen/Niedersachsen is de regionale variant van de S-Bahn in de agglomeratie Bremen/Oldenburg en de Landkreisen tussen de steden Bremen, Oldenburg, Bremerhaven. In het kort wordt er ook wel gesproken van S-Bahn Bremen.
In het kader van dit project wordt de bestaande regionale en voorstedelijk vervoer en de belangrijkste verbindingen in Bremen evenals tussen de omliggende steden Bremerhaven, Delmenhorst, Twistringen, Nordenham, Oldenburg en Verden verenigd. De officiële ingebruikname was op 12 december 2010, gelijktijdig met de nieuwe dienstregeling van 2011.
Het bedieningsgebied van de Regio-S-Bahn ligt volledig binnen de Verkehrsverbundes Bremen/Niedersachsen (VBN) waardoor er één tarief geldig is.

## Lijnen en dienstregeling
Het net van de NordWestBahn-lijnen rond Bremen omvat vier lijnen, daarvan zijn de eerste twee lijnen doorgaande lijnen en de andere twee radiale lijnen die beide in Bremen Hauptbahnhof eindigen.
| Lijn                         | Traject                                                       | Frequentie | Frequentie | Opmerking                                                         | Lengte traject |
| ---------------------------- | ------------------------------------------------------------- | ---------- | ---------- | ----------------------------------------------------------------- | -------------- |
| Lijn                         | Traject                                                       | Spits      | Dal        | Opmerking                                                         | Lengte traject |
|                              | Bremen-Farge - Bremen-Vegesack                                | 30'        | 30'        | vanaf 30 maart 2015 de gehele dag doorgaand verkeer naar HB-Farge | 10,4 km        |
| Bremen-Vegesack - Bremen Hbf | 15'                                                           | 30'        |            | 17,2 km                                                           |                |
| Bremen Hbf - Verden          | 30'                                                           | 60'        |            | 35,7 km                                                           |                |
|                              | Bremerhaven-Lehe - Bremerhaven Hbf - Bremen Hbf - Twistringen | 60'        | 60'        | versterkingstreinen tijdens de spits                              | 107,4 km       |
|                              | Bremen Hbf - Oldenburg (Oldb) Hbf - Bad Zwischenahn           | 60'        | 60'        |                                                                   | 59,6 km        |
| RS30                         | Bremen Hbf - Oldenburg (Oldb) Hbf - Bad Zwischenahn           | 60'        |            |                                                                   | 59,6 km        |
|                              | Bremen Hbf - Nordenham                                        | 60'        | 60'        |                                                                   | 71,3 km        |
| RS6                          | Verden - Rotenburg                                            | 60'        | 60'        |                                                                   | 27,1 km        |

### RS 1
De doorgaande lijn RS 1 is de ruggengraat van het net in Bremen, omdat de lijn parallel loopt aan de Wezer en door het volledige stadsgebied en de Landkreis Verden loopt. In december 2007 bood NordWestBahn aan om een voorloper van de RS 1 te laten rijden op de te reactiveren spoorlijn Bremen-Farge - Bremen-Vegesack. De complete ingebruikname van de RS 1 volgde in december 2011 met de vervoerderswissel op de lijn tussen Bremen-Vegesack en Verden.
De volgende stations maken onderdeel uit van de RS 1:
| Serie | Treinsoort                  | Route | Bijzonderheden                            |
| ----- | --------------------------- | --- | ----------------------------------------- |
| RS1   | Regio-S-Bahn (NordWestBahn) | Bremen-Farge – Bremen-Turnerstraße – Bremen-Kreinsloger – Bremen-Mühlenstraße – Bremen-Blumenthal – Klinikum Bremen-Nord/Beckedorf – Bremen-Aumund – Bremen-Vegesack – Bremen-Schönebeck – Bremen-St Magnus – Bremen-Lesum – Bremen-Burg – Bremen-Oslebshausen – Bremen-Walle – Bremen Hbf – Bremen-Sebaldsbrück – Bremen-Mahndorf – Achim – Baden (Kr Verden) – Etelsen – Langwedel – Verden (Aller) | Extra spitsritten tussen Vegesack en Hbf. |

Op het middelste gedeelte van de lijn tussen Bremen-Vegesack en Bremen Hbf rijdt de RS 1 in een halfuurfrequentie, in de spits elk kwartier. Het gedeelte tussen Bremen-Vegesack en Bremen-Farge wordt doorgaans in een halfuurfrequentie bediend. Het gedeelte tussen Bremen Hbf en Verden rijdt de RS 1 één keer per uur, in de spits elk halfuur. Als treinen rijden er 3- en 5-deligen stellen van het type Coradia Continental, waarbij in de spits met twee treinstellen wordt gereden.
In de zomer van 2011 werd de spoorlijn Bremen-Farge - Bremen-Vegesack geëlektrificeerd. In december 2011 werden de dieseltreinen vervangen door elektrische treinen. De voor het voorjaar van 2014 beoogde doorgaande verbinding in het kopstation Bremen-Vegesack werd alleen in de spits gerealiseerd. Vanaf 30 maart 2015 rijden alle treinen vanuit Bremen-Farge verder naar Bremen Hbf.

### RS 2
De doorgangslijn RS 2 kwam op 12 december 2010 in bedrijf. Het is een noord-zuidverbinding en verving de voormalige lijnen R2 en R5.
De volgende stations maken onderdeel uit van de RS 2:
| Serie | Treinsoort                  | Route | Bijzonderheden                       |
| ----- | --------------------------- | --- | ------------------------------------ |
| S2    | Regio-S-Bahn (NordWestBahn) | Bremerhaven-Lehe – Bremerhaven Hbf – Bremerhaven-Wulsdorf – Loxstedt – Lunestedt – Stubben – Lübberstedt – Oldenbüttel – Osterholz-Scharmbeck – Ritterhude – Bremen-Burg – Bremen Hbf – Bremen-Hemelingen – Dreye – Kirchweyhe – Barrien – Syke – Bramstedt (b Syke) – Bassum – Twistringen | Versterkingstreinen tijdens de spits |

Over de gehele rijdt de trein in een uurfrequentie, waarbij elke treinen begint of eindigt in het Bremer Hauptbahnhof.
Vanaf het zuidoosten, uit de richting Osnabrück en Twistringen, komende, kunnen de reizigers in het stadsgebied van Bremen in de toekomst op het nieuwe station Bremen-Föhrenstraße overstappen om de tram en de RS 1. De stations Bremen-Walle en Bremen-Oslebshausen worden door de RS 2 niet bediend (wel door de RS 1). Station Bremen-Burg is het laatste station waar de RS 1 en RS 2 gezamenlijk stoppen, voordat de RS 2 richting Bremerhaven afbuigt.

### RS 3
De radiale lijn RS 3 verving op 12 december 2010 de voormalige Regionalbahn naar Oldenburg. Daarbij werd de lijn naar Bad Zwischenahn verlegd.
De volgende stations maken onderdeel uit van de RS 3:
| Serie | Treinsoort                  | Route | Bijzonderheden |
| ----- | --------------------------- | --- | -------------- |
| S3    | Regio-S-Bahn (NordWestBahn) | Bremen Hbf – Bremen Neustadt – Heidkrug – Delmenhorst – Hoykenkamp – Schierbrok – Bookholzberg – Hude – Wüsting – Oldenburg (Oldb) Hbf – Oldenburg-Wechloy – Bad Zwischenahn |                |

De lijn rijdt een uurfrequentie, waarbij enkele treinen beginnen of eindigen in Oldenburg. In de spits wordt er tussen Oldenburg en Bremen vaak twee gekoppelde treinstellen ingezet.
Door de goederentreinen via Bremen en Oldenburg naar de JadeWeserPort zorgen ervoor dat een frequentieverhoging van de RS 3 wordt bemoeilijkt.
In 2014 werd de halte Oldenburg-Wechloy gebouwd. De opening was op 14 december 2014 gepland, maar werd uitgesteld. Uiteindelijk kon het station op 14 juni 2015 open.

### RS 30
De halve-ringlijn RS 30 vult sinds 11 december 2022 de lijnen RS 3 en RS 4 aan tussen Bremen Hbf en Hude, evenals de lijn RS 3 tussen Hude en Oldenburg. Bovendien vervangt deze lijn de RS 3 tussen Oldenburg en Bad Zwischenahn. De lijn stopt tussen Bremen Hbf en Oldenburg Hbf alleen in Delmenhorst en Hude. Dit resulteert in een tijdsbesparing van 10 minuten. Tijdens de daluren rijdt deze lijn niet. Het traject Oldenburg Hbf tot Bad Zwischenahn wordt in deze periode door de lijn RS 3 bediend.

### RS 4
De radiale lijn RS 4 naar Nordenham kwam op 12 december 2010 in bedrijf. Hierbij werd de, uit 2004, S-bahn/Regional-Expresstrein opgeheven.
De volgende stations maken onderdeel uit van de RS 4:
| Serie | Treinsoort                  | Route | Bijzonderheden |
| ----- | --------------------------- | --- | -------------- |
| S4    | Regio-S-Bahn (NordWestBahn) | Bremen Hbf – Delmenhorst – Hude – Berne – Elsfleth – Kirchhammelwarden – Brake (Unterweser) – Rodenkirchen (Oldb) – Kleinensiel – Nordenham |                |

De lijn wordt met een uurfrequentie bediend. Op 22 december 2014 werd de halte Kirchhammelwarden bij Brake heropend.
Veranderingen bij de stations tussen Bremen Hbf en Hude zijn van veel factoren afhankelijk, maar de details zijn nog niet bekend. Het overbelaste dubbelsporige traject tussen Bremen en Delmenhorst vormt een belangrijke verbinding tussen Bremen, Oldenburg, het Eemsland, Oost-Friesland en de JadeWeserPort in Wilhelmshaven. Een van de plannen voor een verlenging van tramlijn 11 naar Delmenhorst wordt niet uitgevoerd.

### RS 5
In het jaar 2025/2026 zal de nieuwe RS5 in bedrijf worden genomen. Deze zal rijden via Bremen Hbf, Bremen Universität/Technologiepark, Bremen Achterdiek en Rotenburg (Wümme) met een frequentie van 60 minuten.

### RS 6
De lijn RB76 Rotenburg(Wümme) - Verden (Aller) is qua vergunning opgenomen in het RSBN-netwerk en hernoemd naar RS6.

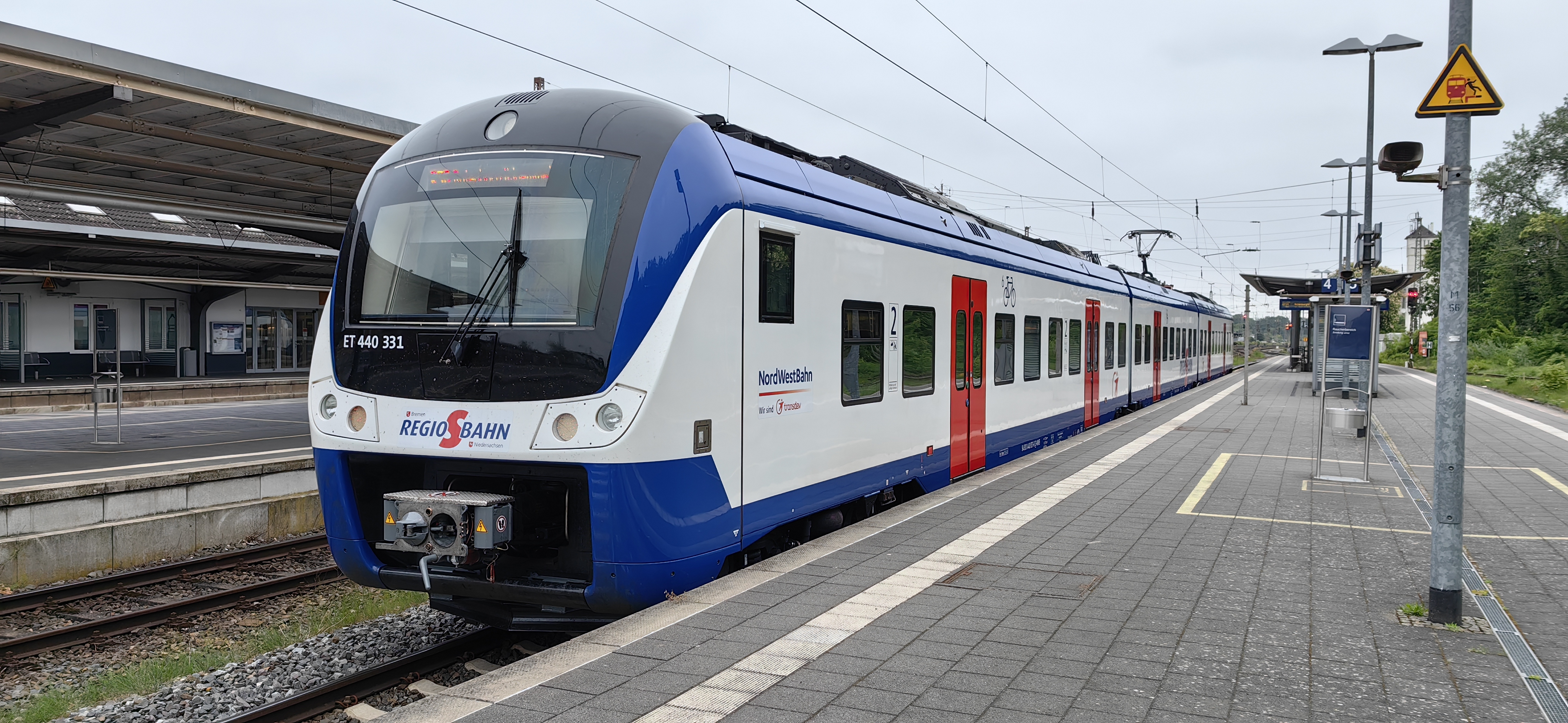
NWB ET 440 331 als RS1 in Verden (Aller)

## Treinstellen
De NordWestBahn zet voor de Regio-S-Bahn treinen in van het type Alstom Coradia Continental. Bij de NordWestBahn worden zij als NWB ET 440 genummerd. Er rijden 18 driedelige en 17 vijfdelige van dit treintype rond op de Regio-S-Bahn.
Vanaf december 2022 werden de in totaal 35 voertuigen versterkt met extra treinstellen van het type Stadler Flirt 3XL.
- 16 vierdelige eenheden van het type 3428.

Voor het nieuwe vervoerscontract vanaf december 2022 worden de Coradia Continental-treinstellen gemoderniseerd in de Talbot-fabriek in Aken. Eind juli 2021 werd het prototype gepresenteerd. Qua uiterlijk worden de treinstellen geschilderd in de Transdev-kleuren: een witte carrosserie, blauw dak en onderstel, en rode deuren. In het interieur krijgen de treinstellen nieuwe zitkussens en bekleding, nieuwe armleuningen en tafels, en nieuwe LED-verlichting. Daarnaast worden ze uitgerust met wifi, fietsopladers en een nieuw passagiersinformatiesysteem. De serie-ombouw is gepland vanaf januari 2023.

## Geschiedenis

### U-Bahn en S-Bahn
In de jaren '70 was het plan om rond Bremen een S- en U-bahnnet (metro) aan te leggen. De basis voor deze gedachte lag bij de professoren Grabe en Kracke. Naast een S-bahnnetwerk, die de stad met de omliggende Landkreisen verbindt zou, plande de stad een metro, die niet per se onder de grond moet, maar als onafhankelijke netwerk de stadsdelen ontsloten zou. Een metrolijn zou van Delmenhorst via Huchting, Luchthaven, Centrum, Universiteit en Hollerstadt naar Borgveld en Lilienthal gaan lopen. De lijn S 1 zou van Schwanewede via het centrum door Sebaldsbrück en Mahndorf en verder naar Achim en Verden gaan lopen. De S 2 zou Osterholz-Scharmbeck via Ritterhude, Marßel en Burg met Findorff, Universiteit, Oberneuland en Rotenburg verbinden. De derde S-bahnlijn was van Delmenhorst via Huchting, Neustadt, Centrum en Hemelingen naar Kirchweyhe, Syke en Twistringen gepland. De tijdelijke Commissie van Burgerschap, die de plannen na 19 maanden voorstelde, presenteerde het resultaat als alternatief voor de autogerichte stad met voetgangerszones en korte halteafstanden in de binnenstad. Daarnaast aangevuld met een net van parkeerplaatsen aan de eindpunten van de openbaar vervoerslijnen. Op grond van financiering en technische obstakels evenals politieke tegenstand werd dit concept niet verder toegepast.

### Netwerkontwerp binnen de stad Bremen
Het basisontwerp van de S-Bahn Bremen stamt uit de jaren '70 en is een monocentrisch netwerk met drie doorgangslijnen die uitsluitend gebruik maken van bestaande spoorlijnen. Daardoor maken binnen Bremen alle lijnen gebruik van één spoorlijn die parallel aan de Wezer loopt. De vorm van het spoornetwerk in Bremen verhindert ]dat de drie lijnen direct zes zijtakken kunnen gebruiken. Hierdoor gaan twee lijnen in oostelijke richting vanaf Bremen Hbf en vier in westelijke richting. Een van de geplande lijnen kan niet in Bremen Hbf doorrijden zonder van richting te veranderen, zodat de verdeling van twee of drie onafhankelijke lijnen in de nabijheid lag. Echter kon op deze manier de woongebieden Tenever en Oyten, die in de tweede helft van de twintigste eeuw in Bremen-Oost groeiden, niet worden ontsloten.
Als oplossing voor het verbeteren van de ontsluiting zijn er drie mogelijke oplossingen voorgesteld:
- Bouw van een spoortunnel tussen Tuindorp Vahr en Oberneuland, die de woongebieden Neue Vahr verbindt;
- Gebruik van een deel van de goederenlijn die langs de Wezer loopt, middels een als Mahndorfer Kurve genoemde verbindingslus in het oosten van de stamlijn worden verbonden;
- Gebruik van tramtreinen volgens Karlsruher Model op de kritische lijnen, die in de binnenstad gebruik maakt van bestaande tramsporen en op nieuwe verbindingen met het spoor worden verbonden.

Een tunneloplossing is op het einde niet meer een punt van debat, en de beide andere varianten werden in de jaren 2004-2005 verworpen. Ook de uiteindelijke S5 genummerde Oostas werd niet gerealiseerd, in plaats daarvan, werd onder de naam Metropolenbahn de bestaande stations tussen Bremen Hbf en Rotenburg van een doorgaande trein uit Hamburg bedient door zowel Regionalbahn als Regional-Expresstrienen. Een rede hiervoor is de aanbestedingsprocedure die door drie deelstaten gedaan wordt.

## Infrastructuur en frequentie

### Netwerk over bestaande spoorlijnen
In de technische details is de Regio-S-Bahn vergelijkbaar met de rond 2000 geopende S-Bahnsystemen van Hannover en Rhein-Neckar. Bestaande regionale verbindingen werden daarbij vervangen door nieuwe elektrische treinen, op lijnen met ook nog andere treinen. Door de uitbreiding van de bestaande spoorlijnen werd voorkomen dat de capaciteit van deze lijnen wordt bereikt.
Kleinere haltes presenteren zich in een voor de regio Bremen slechte en niet toegankelijke toestand, soms zonder perron of abri's. Voor de verbetering van sommige stations moesten zij worden verplaatst om de aansluiting op de bestaande omgeving en om andere vervoersmiddelen te verbeteren. De stations en haltes werden naar een hoogte van 76 centimeter gebracht, om een barriërevrije instap mogelijk te kunnen maken.
Door subsidie van de gemeente kon een moderniseringsprogramma worden gestart. Als eerste werden de stations van lijn RS 1 eind 2013 gemoderniseerd. De uitzondering was de stilgelegde station Sebaldsbrück. Op de lijn RS 2 werden in samenhang met de verbinding naar de zeehavens, de stations Oldenbüttel en Lübberstedt gemoderniseerd. In het programma Niedersachsen ist am Zug 2 werden de stations Nordenham, Brake, Hude, Kirchweyhe, Syke, Bassum, Twistringen en Osterholz-Scharmbeck in een nieuw jasje gehesen. De overige stations worden in het Regionalhaltkonzept Raum Bremen vanaf 2016 barrièrevrij gemaakt.

### Frequentie
De basisfrequentie van 60 minuten past binnen de frequentie van bestaande regionale verbindingen. Op enkele trajectdelen wordt de frequentie verhoogd naar 30 of 15 minuten. Met een S-Bahn vergelijkbare frequenties is te vinden in de spits op het traject Bremen-Vegesack - Bremen Hbf.
Door het gebruik van tweerichtingstreinen wordt de keertijd gereduceerd tot rond de vijf minuten per rit. Op enkele lijnen werd de dienstregeling verder aangescherpt, waardoor de kans op vertragingen toeneemt. Zo hebben de lijnen RS 1 en 2 maar 3 minuten haltetijd in Bremen Hbf en in Oldenburg is de RS 3 sterk afhankelijk van andere treindiensten (het vertrek naar Bad Zwischenahn is afhankelijk van de RS 3 die uit Bad Zwischenahn komt)

## Toekomst
Meerdere nieuwe stations werden aan het S-Bahnnetwerk toegevoegd. Een nieuwe grote frequentieverhoging wordt tot 2030 gepland. Op de RS 1 zal tussen Blumenthal en Achim de gehele dag worden verhoogd naar 15 minuten. Op de RS 2 een 30 minuten frequentie tussen Bremerhaven-Lehe en Syke, voor de RS 3 naar Oldenburg geldt dezelfde frequentieverhoging. Daarnaast gaan de RS 2 en RS 4 op alle tussengelegen stations stoppen.
Door de toename van goederenverkeer naar de havens van Bremerhaven en Wilhelmshaven evenals de geplande frequentieverhoging van de lijnen RS 1 en RS 2 worden de spoorlijnen op meerdere plaatsen uitgebreid om problemen te voorkomen. Hierbij komt er bijvoorbeeld een fly-over in Burg, aansluitend een extra spoor naar Bremen Hbf en een opstelspoor in Achim.

### Bremen
In 2014 is besloten tot een verkeersontwikkelingsplan Verkehr 2025 - Bremen bewegen!. Het vervolg wordt in het nieuwe plan voor het regionaal openbaar vervoerplan voor de deelstaat Bremen besloten.

#### Vooraf bepaalde maatregelen
In Bremen-Oost is op twee verschillende niveaus een halte Föhrenstraße gepland. Op de kruising van de spoorlijnen naar Hannover en Osnabrück nabij de Hastedter Heerstraße zal hier vier sporen met zijperrons worden uitgebreid. Een herinrichting van de Heerstraße met de verlenging van de tram is gepland. Het station voor de RS 1 is afhankelijk van een nieuw te bouwen spoorbrug over de Sebaldsbrücker Heerstraße (de zogenaamde Zeppelintunnel) in 2019/2020. Het op 100 meter gelegen station Sebaldsbrück zal dan worden gesloten. De halte Hemelingen zal verder naar het zuiden worden verplaatst.

#### Voorgestelde maatregelen
Aan de Elisabeth-Selbert-Straße is met projectnaam Arbergen een station gepland.
Aan de Steubenstraße zal voor de RS 2 een gelijknamige overstapstation gepland voor een nieuw geplande tramlijn.
Aan de spoorlijn naar Hamburg worden twee varianten voor een aansluiting naar de Universiteit en het Technologiepark onderzocht. Een halte op het braakliggende terrein aan de Otto-Hahn-Allee is het duurst en is alleen te bereiken door nieuwe wegen of de verlenging van tramlijn 8. De goedkoopste variant Achterstraße aan de gelijknamige weg ligt daarentegen in een al ontwikkeld gebied.
Naar Bremenhaven plant de stad voor de RS 1 en RS 2 bij de Grambker Dorfstraße het station Grambke.
Kort voor de deelstaatsgrens zal het station Marßel, aan dezelfde straat worden gebouwd.
Voor alle Regio-S-Bahnlijnen en regionale treinen is aan de Brokhuchtinger Landstraße de halte Mittelshuchting gepland.

### Nedersaksen
In de richting van Verden zal voor de RS 1 in het stadsdeel Uphusen in Achim een nieuw station worden gebouwd.

## Vervoerder
In maart 2008 werd na een Europese aanbesteding door de Landesverkehrsgesellschaft Niedersachsen (LNVG) de NordWestBahn als vervoerder voor de Regio-S-Bahn aangewezen. Er hadden meerdere vervoerders ingeschreven, onder anderen DB Regio, Keolis en de Bremer Straßenbahn AG. De NordWestBahn lag qua prijs als qua kwaliteit van de bieding voor op zijn concurrenten.
De Deutsche Bahn (DB) had de aanbestedingsprocedure in twijfel getrokken en heeft als enige concurrent beroep aangetekend tegen de aanbesteding. De DB had de intentie met de tariefongebonden DB Heidekrautbahn deel te nemen. Onderwijl maakte de bedrijfsleiding plannen bekend om het onderhoudscentrum Sebaldsbrück te sluiten, omdat het niet meer winstgevend zou zijn. Dit was niet verrassend, aangezien in het centrum alleen diesellocomotieven werden onderhouden, die op de spoorlijnen niet meer gebruikt werden.
De aanbestedingskamer in Lüneburg besloot in mei 2008, dat de aanbestedingsrecht van Nedersaksen, op grond van een arrest van het Europese Gerechtshof, nietig te verklaren. Tegen dit besluit van de aanbestedingskamer ging de LNVG weer in bezwaar bij de Oberlandsgerecht in Celle. Na de behandeling voor de aanbestedingssenaat van de Oberlandsgerecht op 15 juli 2008 besloten zij dat de DB AG zijn bieding terug te trekken. Op 25 juli 2008 maakte de DB AG bekend, dat ze haar bieding terugtrok. De concessie voor de uitbreiding en gebruik van de Regio-S-Bahnnetwerk ging vanaf 2010 naar NordWestBahn.

## Metronom naar Hamburg

### Oorspronkelijke planning
De toenmalige Regionalbahn van Twistringen naar Rotenburg zal gedeeld worden. Het noordelijke deel van Bremen Hbf naar Rotenburg zal als S 5 gaan rijden, en het zuidelijke deel van Bremerhaven-Lehe naar Twistringen als S 2. De S 5 kwam niet in bedrijf tijdens de start van de Regio-S-Bahn.

### Uitgangssituatie
Daarvoor kwam een treindienst, uitgevoerd door metronom Eisenbahngesellschaft, van Bremen via Rotenburg naar Hamburg (vergelijkbaar met een Regional-Expressdienst) met modern materieel. Het gebied van de VBN hoort technisch gezien bij de S-Bahn van Bremen. De deelstaten Bremen, Nedersaksen en Hamburg hadden geen gemeenschappelijk verdrag voor grensoverschrijdend openbaar vervoer, voor deze dienst werd een nieuw verdrag opgesteld. Bij de aanbesteding in 2009 door de LNVG hoorde de lijn bij het Hanse-Netz. Sinds december 2010 reden er Regionalbahntreinen van metronom tussen Bremen en Hamburg twee keer zo vaak als voorheen. Er rijdt tussen de Hanzesteden een snellere verbinding (RE 4), deze trein stopt naast Bremen Hbf in Rotenburg, Tostedt, Bucholz, Hamburg-Harburg en Hamburg Hbf. Voor de afstand tussen de 2 hoofdstations heeft de RE 4 68 minuten nodig. De langzamere verbinding doet er ongeveer 82 minuten over.

### Planning naar de VEP 2025
Naar de actuele planning zal de geplande (R)S5 ingevoerd worden. Daarbij gaat de stoptrein van metronom naar Hamburg elke 60 minuten rijden, zodat er elk halfuur een trein naar Rotenburg rijdt.